# Carlotta (nome)
Carlotta  è un nome proprio di persona italiano femminile.

## Varianti
- Maschili: Carlotto[1]

### Varianti in altre lingue
- Catalano: Carlota[6]
- Ceco: Šarlota
- Danese: Charlotte[4]
  - Ipocoristici: Lotte[4]
- Francese: Charlotte[1][4][6][7]
  - Maschili: Charlot[4][7]
- Inglese: Charlotte[4][7]
  - Ipocoristici: Charley[5], Charlie[5], Lottie[4][5], Lotty[5], Lotta[5], Tottie[4], Totty[4]
- Irlandese: Séarlait[4]
- Islandese: Charlotta
- Latino: Carolotta[2]
- Lettone: Šarlote
- Norvegese: Charlotte[4]
- Olandese: Charlotte[4]
  - Ipocoristici: Lotte[4]
- Portoghese: Carlota[4]
- Spagnolo: Carlota[4][6]
- Svedese: Charlotta[4], Charlotte[4]
  - Ipocoristici: Lotta[4]
- Tedesco: Charlotte[4]
  - Ipocoristici: Lotte[4]

## Origine e diffusione
Analogamente a Carolina, Carlotta è diminutivo di Carla, e quindi una forma femminile del nome Carlo. Secondo alcune fonti, il nome italiano sarebbe un adattamento del francese Charlotte (femminile di Charlot, a sua volta diminutivo di Charles, cioè appunto Carlo); secondo altre, invece, l'origine sarebbe invece italiana, e sarebbe stato il francese Charlotte a nascere da un adattamento del nome di Carlotta di Savoia, andata in moglie a Luigi XI di Francia.
Dalla Francia, il nome raggiunse sia la Spagna sia l'Inghilterra, quest'ultima nel XVII secolo, forse grazie anche a James Stanley, VII conte di Derby, che sposò la nobildonna francese Charlotte de La Trémoille; la sua vera e propria diffusione cominciò però nel secolo seguente, quando re Giorgio III impalmò la principessa tedesca Carlotta di Meclemburgo-Strelitz. In Ungheria, Carlotta viene spesso "tradotto" usando il nome locale Sarolta, che ha però origine differente.

## Onomastico
Con questo nome si ricorda una sola beata, Charlotte Lucas, una dei Martiri di Angers, commemorata il 18 gennaio singolarmente o il 2 gennaio insieme con gli altri; l'onomastico si può festeggiare in sua memoria oppure in memoria di altri santi e sante di nome Carlo, Carla o Carolina.

## Persone

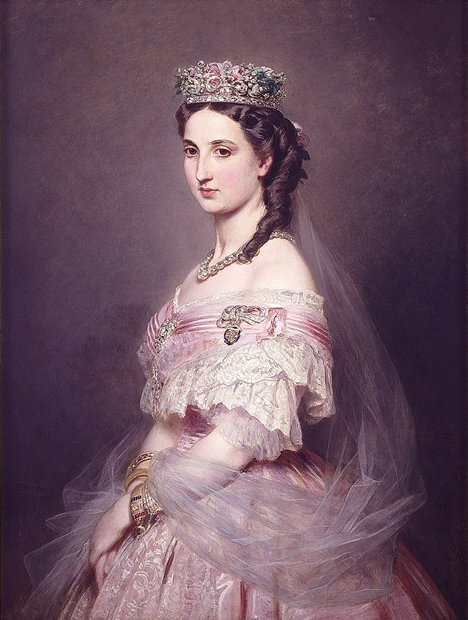
Carlotta del Belgio

- Carlotta del Belgio, imperatrice del Messico
- Carlotta I di Cipro, regina di Cipro, di Gerusalemme e d'Armenia
- Carlotta di Lussemburgo, Granduchessa del Lussemburgo
- Carlotta di Meclemburgo-Strelitz, regina consorte del Regno Unito e poi regina di Hannover
- Carlotta Ferlito, ginnasta italiana
- Carlotta Giovannini, atleta italiana
- Carlotta Grisi, ballerina italiana dell'era romantica
- Carlotta Lo Greco, attrice italiana
- Carlotta Mantovan, giornalista e conduttrice televisiva italiana
- Carlotta Natoli, attrice italiana
- Carlotta Tesconi, attrice italiana

### Variante Charlotte

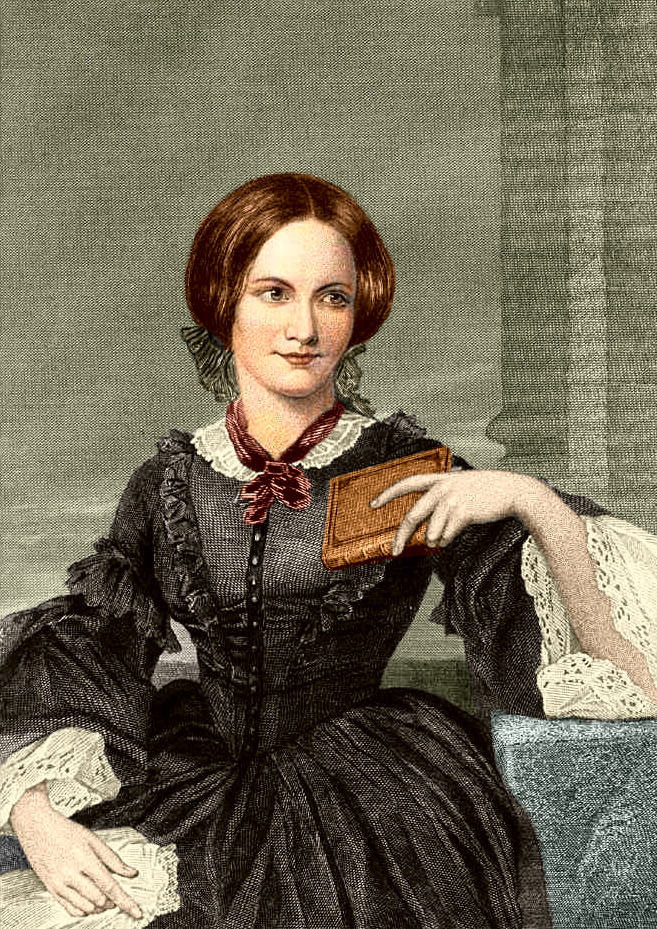
Charlotte Brontë

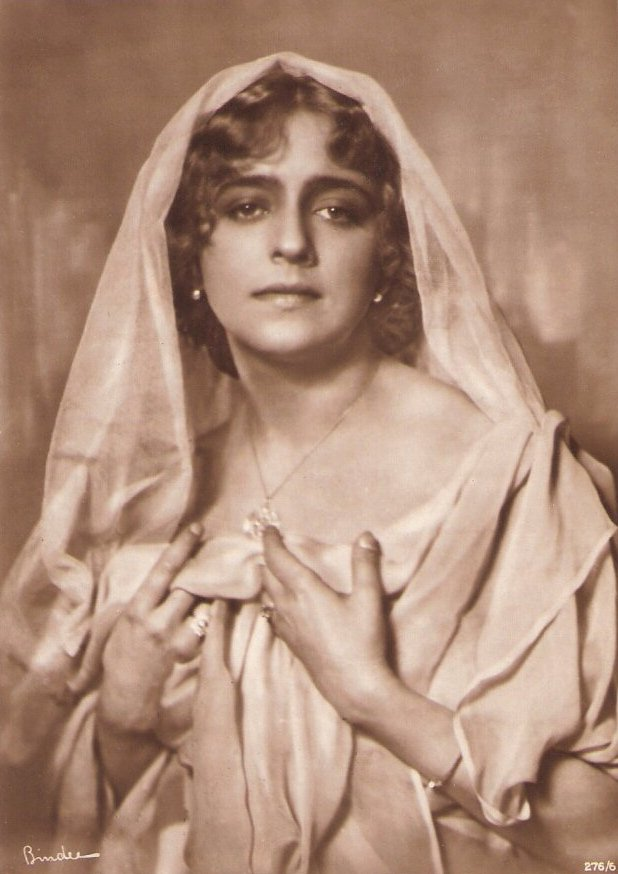
Lotte Neumann

- Charlotte di Cambridge, principessa britannica
- Charlotte Aïssé, scrittrice francese
- Charlotte Brontë, scrittrice britannica
- Charlotte Charke, attrice britannica
- Charlotte Cooper, tennista britannica
- Charlotte Corday, rivoluzionaria francese
- Charlotte Dod, tennista e arciera britannica
- Charlotte Flair, wrestler statunitense
- Charlotte Gainsbourg, cantante francese
- Charlotte Kretschmann, supercentenaria tedesca
- Charlotte Lennox, scrittrice e poetessa britannica
- Charlotte Perrelli, cantante, attrice e conduttrice televisiva svedese
- Charlotte Rampling, attrice britannica
- Charlotte de Robespierre, scrittrice francese
- Charlotte Salomon, pittrice tedesca
- Charlotte Vanhove, attrice teatrale francese

### Variante Lotte
- Lotte Eisner, critica cinematografica, scrittrice e poetessa tedesca naturalizzata francese
- Lotte Friis, nuotatrice danese
- Lotte Ledl, attrice austriaca
- Lotte Lehmann, soprano tedesco naturalizzato statunitense
- Lotte Lenya, attrice austriaca
- Lotte Neumann, attrice, sceneggiatrice e produttrice cinematografica tedesca
- Lotte Reiniger, regista austriaca
- Lotte Smiseth Sejersted, sciatrice alpina norvegese
- Lotte van Beek, pattinatrice di velocità su ghiaccio olandese
- Lotte Verbeek, attrice olandese

### Altre varianti
- Carlota Baró, attrice e ballerina spagnola
- Lottie Blair Parker, commediografa e attrice statunitense
- Carlota Castrejana, cestista e atleta spagnola
- Carlota de Godoy, nobildonna spagnola
- Lotta Engberg, cantante svedese
- Lottie Pickford, attrice canadese
- Charlotta Säfvenberg, sciatrice alpina svedese
- Lotta Schelin, calciatrice svedese
- Sālote Tupou III, sovrana di Tonga

## Il nome nelle arti
- Carlotta è la protagonista dei romanzo di Goethe I dolori del giovane Werther e Le affinità elettive.
- Carlotta è un personaggio della nota serie Barbapapà.
- Carlotta è un personaggio del musical di Andrew Lloyd Webber Il fantasma dell'opera.
- Charlotte è un personaggio della serie televisiva Idol x Warrior: Miracle Tunes!.
- Carlotta è un personaggio del Don Giovanni di Molière.